# Lekkoatletyka na Letnich Igrzyskach Olimpijskich 2004 – skok o tyczce kobiet
Skok o tyczce kobiet – jedna z konkurencji rozgrywanych w ramach lekkoatletyki podczas letnich igrzysk olimpijskich w 2004. Eliminacje odbyły się 21 sierpnia, a finał został rozegrany 24 sierpnia.
Do eliminacji zgłoszonych zostało 35 zawodniczek z 22 państw.
Zawody w tej konkurencji wygrała reprezentantka Rosji Jelena Isinbajewa. Drugą pozycję zajęła zawodniczka z kraju triumfatorki Swietłana Fieofanowa, trzecią zaś reprezentująca Polskę Anna Rogowska.

## Wyniki

### Eliminacje
Grupa A
| Miejsce | Zawodniczka          | Państwo                  | Wysokość (m) | Wysokość (m) | Wysokość (m) | Wysokość (m) | Wysokość (m) | Wysokość (m) | Wynik |
| Miejsce | Zawodniczka          | Państwo                  | 3,80         | 4,00         | 4,15         | 4,30         | 4,40         | 4,45         | Wynik |
| ------- | -------------------- | ------------------------ | ------------ | ------------ | ------------ | ------------ | ------------ | ------------ | ----- |
| 1.      | Monika Pyrek         | Polska                   | –            | –            | o            | o            | x-           | o            | 4,45  |
| 2.      | Pavla Hamáčková      | Czechy                   | –            | –            | o            | xxo          | –            | xo           | 4,45  |
| 3.      | Swietłana Fieofanowa | Rosja                    | –            | –            | –            | –            | o            | –            | 4,40  |
| 4.      | Naroa Agirre         | Hiszpania                | –            | o            | xo           | o            | o            | –            | 4,40  |
| 5.      | Anżeła Bałachonowa   | Ukraina                  | –            | –            | –            | o            | xxo          | –            | 4,40  |
| 6.      | Stephanie McCann     | Kanada                   | –            | –            | o            | xo           | xxo          | –            | 4,40  |
| 7.      | Krisztina Molnár     | Węgry                    | –            | o            | o            | xo           | xxx          | –            | 4,30  |
| 7.      | Stacy Dragila        | Stany Zjednoczone        | –            | –            | –            | xo           | xxx          | –            | 4,30  |
| 7.      | Anastasija Iwanowa   | Rosja                    | –            | –            | o            | xo           | xxx          | –            | 4,30  |
| 7.      | Jeorjia Tsilingiri   | Grecja                   | –            | o            | o            | xo           | xxx          | –            | 4,30  |
| 11.     | Zhao Yingying        | Chińska Republika Ludowa | –            | o            | xo           | xo           | xxx          | –            | 4,30  |
| 12.     | Tanja Stefanowa      | Bułgaria                 | –            | o            | o            | xxx          | –            | –            | 4,15  |
| 12.     | Kellie Suttle        | Stany Zjednoczone        | –            | –            | o            | xxx          | –            | –            | 4,15  |
| 12.     | Floé Kühnert         | Niemcy                   | –            | o            | o            | xxx          | –            | –            | 4,15  |
| 12.     | Melina Hamilton      | Nowa Zelandia            | –            | o            | o            | xxx          | –            | –            | 4,15  |
| 12.     | Teja Melink          | Słowenia                 | o            | o            | o            | xxx          | –            | –            | 4,15  |
| 17.     | Carolina Torres      | Chile                    | –            | xo           | xxx          | –            | –            | –            | 4,00  |
| 18.     | Marie Poissonnier    | Francja                  | –            | xxo          | xxx          | –            | –            | –            | 4,00  |

Grupa B
| Miejsce | Zawodniczka           | Państwo                  | Wysokość (m) | Wysokość (m) | Wysokość (m) | Wysokość (m) | Wysokość (m) | Wysokość (m) | Wynik |
| Miejsce | Zawodniczka           | Państwo                  | 3,80         | 4,00         | 4,15         | 4,30         | 4,40         | 4,45         | Wynik |
| ------- | --------------------- | ------------------------ | ------------ | ------------ | ------------ | ------------ | ------------ | ------------ | ----- |
| 1.      | Anna Rogowska         | Polska                   | –            | –            | xo           | o            | –            | xxo          | 4,45  |
| 2.      | Jelena Isinbajewa     | Rosja                    | –            | –            | –            | –            | o            | –            | 4,40  |
| 2.      | Kateřina Baďurová     | Czechy                   | –            | o            | o            | o            | o            | –            | 4,40  |
| 2.      | Dana Cervantes        | Hiszpania                | –            | –            | o            | o            | o            | –            | 4,40  |
| 5.      | Dana Ellis            | Kanada                   | –            | –            | o            | xo           | o            | –            | 4,40  |
| 6.      | Þórey Edda Elísdóttir | Islandia                 | –            | –            | xo           | xxo          | o            | –            | 4,40  |
| 7.      | Vanessa Boslak        | Francja                  | –            | –            | o            | o            | xo           | –            | 4,40  |
| 8.      | Alejandra García      | Argentyna                | –            | xo           | o            | o            | xo           | –            | 4,40  |
| 9.      | Silke Spiegelburg     | Niemcy                   | xo           | xo           | o            | o            | xxo          | –            | 4,40  |
| 10.     | Kym Howe              | Australia                | –            | o            | o            | o            | xxx          | –            | 4,30  |
| 11.     | Jillian Schwartz      | Stany Zjednoczone        | –            | –            | xxo          | o            | xxx          | –            | 4,30  |
| 12.     | Carolin Hingst        | Niemcy                   | –            | –            | o            | xxo          | xxx          | –            | 4,30  |
| 13.     | Gao Shuying           | Chińska Republika Ludowa | –            | o            | o            | xxx          | –            | –            | 4,15  |
| 13.     | Nadine Rohr           | Szwajcaria               | –            | o            | o            | xxx          | –            | –            | 4,15  |
| 13.     | Ana Fitidu            | Cypr                     | o            | o            | o            | xxx          | –            | –            | 4,15  |
| 16.     | Takayo Kondo          | Japonia                  | –            | o            | xxo          | xxx          | –            | –            | 4,15  |
| –       | Afroditi Skafida      | Grecja                   | –            | –            | –            | –            | –            | –            | NH    |

### Finał
| Miejsce | Zawodniczka           | Państwo   | Wysokość (m) | Wysokość (m) | Wysokość (m) | Wysokość (m) | Wysokość (m) | Wysokość (m) | Wysokość (m) | Wysokość (m) | Wysokość (m) | Wysokość (m) | Wysokość (m) | Wynik |
| Miejsce | Zawodniczka           | Państwo   | 4,00         | 4,20         | 4,40         | 4,55         | 4,65         | 4,70         | 4,75         | 4,80         | 4,85         | 4,90         | 4,91         | Wynik |
| ------- | --------------------- | --------- | ------------ | ------------ | ------------ | ------------ | ------------ | ------------ | ------------ | ------------ | ------------ | ------------ | ------------ | ----- |
| 01 !    | Jelena Isinbajewa     | Rosja     | –            | –            | o            | o            | o            | x-           | x-           | o            | o            | –            | o            | 4,91  |
| 02 !    | Swietłana Fieofanowa  | Rosja     | –            | –            | o            | o            | o            | o            | xo           | x-           | x-           | ×            | –            | 4,75  |
| 03 !    | Anna Rogowska         | Polska    | –            | o            | o            | xxo          | o            | o            | xxx          | –            | –            | –            | –            | 4,70  |
| 4.      | Monika Pyrek          | Polska    | –            | o            | o            | o            | xxx          | –            | –            | –            | –            | –            | –            | 4,55  |
| 5.      | Þórey Edda Elísdóttir | Islandia  | –            | o            | xxo          | xo           | xx-          | x--          | –            | –            | –            | –            | –            | 4,55  |
| 6.      | Anżeła Bałachonowa    | Ukraina   | –            | o            | o            | xxx          | –            | –            | –            | –            | –            | –            | –            | 4,40  |
| 6.      | Naroa Agirre          | Hiszpania | o            | o            | o            | xxx          | –            | –            | –            | –            | –            | –            | –            | 4,40  |
| 6.      | Dana Ellis            | Kanada    | –            | o            | o            | xxx          | –            | –            | –            | –            | –            | –            | –            | 4,40  |
| 6.      | Vanessa Boslak        | Francja   | –            | o            | o            | xxx          | –            | –            | –            | –            | –            | –            | –            | 4,40  |
| 10.     | Stephanie McCann      | Kanada    | –            | xo           | o            | xxx          | –            | –            | –            | –            | –            | –            | –            | 4,40  |
| 11.     | Pavla Hamáčková       | Czechy    | o            | o            | xxo          | xxx          | –            | –            | –            | –            | –            | –            | –            | 4,40  |
| 12.     | Kateřina Baďurová     | Czechy    | o            | xo           | xxx          | –            | –            | –            | –            | –            | –            | –            | –            | 4,20  |
| 13.     | Alejandra García      | Argentyna | o            | xxo          | xxx          | –            | –            | –            | –            | –            | –            | –            | –            | 4,20  |
| 13.     | Silke Spiegelburg     | Niemcy    | o            | xxo          | xxx          | –            | –            | –            | –            | –            | –            | –            | –            | 4,20  |
| –       | Dana Cervantes        | Hiszpania | –            | –            | –            | –            | –            | –            | –            | –            | –            | –            | –            | NH    |